# 爆薬レンズ

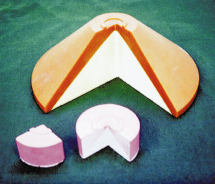
爆薬レンズの一例。着色された部分は爆速が速く、白い部分は爆速が遅い。

爆薬レンズ（ばくやくレンズ、英語: explosive lens）とは、平面状の爆轟波を作り出すための装置である。
正式には平面デトネーション発生器（Plane detonation Wave Generator 略称：PWG）と呼ぶが、爆轟波の伝わり方がレンズの中の光に似ているため爆薬レンズと呼ばれている。

## 概要
平面状の爆轟波を誘起するための最も簡単な装置は図のように二種類の爆速の遅い爆薬と速い爆薬を組み合わせた円錐である。
爆速の遅い爆薬Bは円錐形をしていて、その表面を爆速の速い爆薬Aが一定の厚さで覆っている。
起爆させる始点は爆薬Aの円錐の頂点に置く。
円錐の底面が平面爆轟波になるようにするためには、円錐の底角αが{\displaystyle \sin ^{-1}}×(爆薬Bの爆速÷爆薬Aの爆速)となるようにしなければならない。
{\displaystyle \alpha =\sin ^{-1}\left({\frac {D_{B}}{D_{A}}}\right)}
主な用途は爆発加工や爆発合成である。
さらに、これを発展させ、球体を爆縮できるようにしたものが爆縮レンズである。